# Notiothops cekalovici
Notiothops cekalovici là một loài nhện trong họ Palpimanidae. Loài này được phát hiện ở Chile.